# Mididi

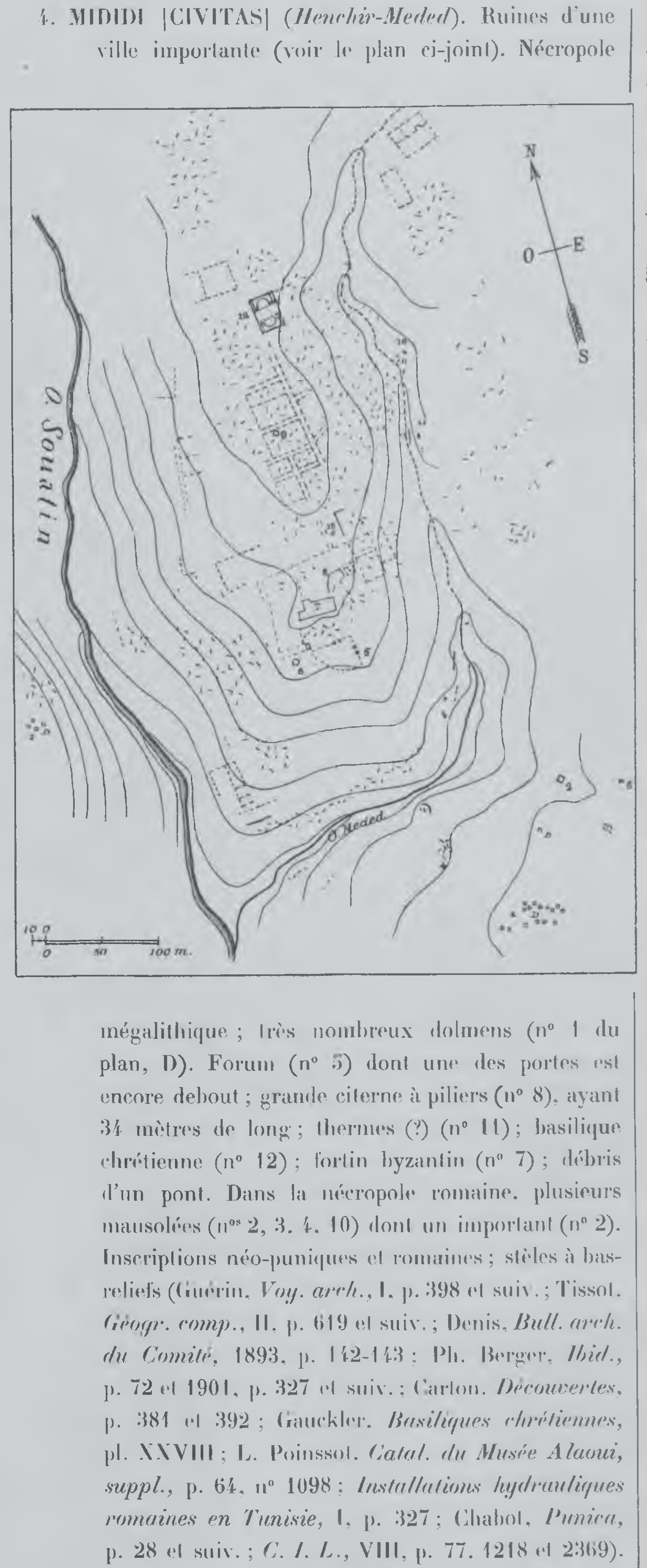
Mididi nell'Atlas archéologique de la Tunisie

Mididi (in punico: 𐤌𐤃𐤃𐤌, mddm, o 𐤌𐤃𐤃𐤉𐤌, MDDYM) è stata una città prima cartaginese e poi romana, nei pressi della moderna Henchir-Medded, in Tunisia.
René Basset vi trovò quattordici iscrizioni neo-puniche, note come le iscrizioni di Mididi.
Nel 321, gli abitanti di Mididi scelsero come proprio patrono Quinto Aradio Rufino Valerio Proculo, governatore della Bizacena: gli dedicarono una placca in bronzo, affissa su di una colonna nella casa di Aradio a Roma.
La città fu sede episcopale cristiana, con due vescovi attestati in antichità, Sereniano, che partecipò al concilio di Cartagine del 411 (in questa occasione, la sede di Mididi non aveva un vescovo donatista), ed Eubodio, che partecipò al concilio di Cartagine del 484, a seguito del quale fu esiliato.
All'inizio del VI secolo, Fulgenzio di Ruspe fondò un monastero a Mididi.